# Kfar Giladi
Kfar Giladi (Hebreeuws: כְּפַר גִּלְעָדִי, vertaald: Dorp van Giladi) is een kibboets in Galilea in Israël, gelegen ten zuiden van Metula aan de Libanese grens. Het dorp valt bestuurlijk onder de bevoegdheid van de regionale raad van Hoger Galilea. In 2016 had de kibboets 653 inwoners.

## Geschiedenis
Kfar Giladi werd in 1916 gesticht door leden van Hashomer op grond die was aangekocht door de Joodse kolonisatievereniging. De kibboets werd vernoemd naar Israël Giladi, een van de oprichters van Hashomer. Na de Arabische aanval op Tel Hai in 1920 werd de kibboets tijdelijk verlaten. Tien maanden later kwamen de kolonisten terug.
Tussen 1916 en 1932 telde de kibboets tussen de 40 en 70 inwoners. In 1932 kwamen er zo'n 100 nieuwe inwoners, voornamelijk jonge immigranten, bij. Deze kwamen uit de groep van tussen de 8000 en 10.000 Joodse immigranten die Palestina werden binnengesmokkeld via Kfar Giladi.
In een operatie die bekend staat als Mivtzah HaElef werden er tussen 1945 en 1948 1300 Joodse kinderen binnengesmokkeld uit Syrië. In de kibboets werd een deel van hen opgevangen en in werkkleding verborgen in kippenhokken en stallen van de kibboets.
Gebeurtenissen die in het dorp plaatsvonden gedurende de Arabisch-Israëlische Oorlog van 1948 worden herdacht met plaquettes die zijn aangebracht op sommige gebouwen uit die tijd. Op 6 augustus 2006, tijdens de Israëlisch-Libanese Oorlog, werden bij Kfar Giladi twaalf reservisten van het Israëlische leger gedood toen ze geraakt werden door een Katjoesjaraket die vanuit Zuid-Libanon werd afgeschoten door Hezbollah.

## Economie
De economie van Kfar Giladi is gebaseerd op landbouw, een steengroeve, kinderdagverblijven en een hotel. De kibboets teelt voornamelijk appels en avocado's en daarnaast lychees, maïs, katoen, tarwe en aardappelen. Er worden ook kippen en koeien gehouden.

## Bezienswaardigheden
Acht stenen gebouwen die gebouwd zijn in 1922 zijn gerestaureerd. Ze behoren tot de vroege bouwwerken van de nederzetting.

## Afbeeldingen

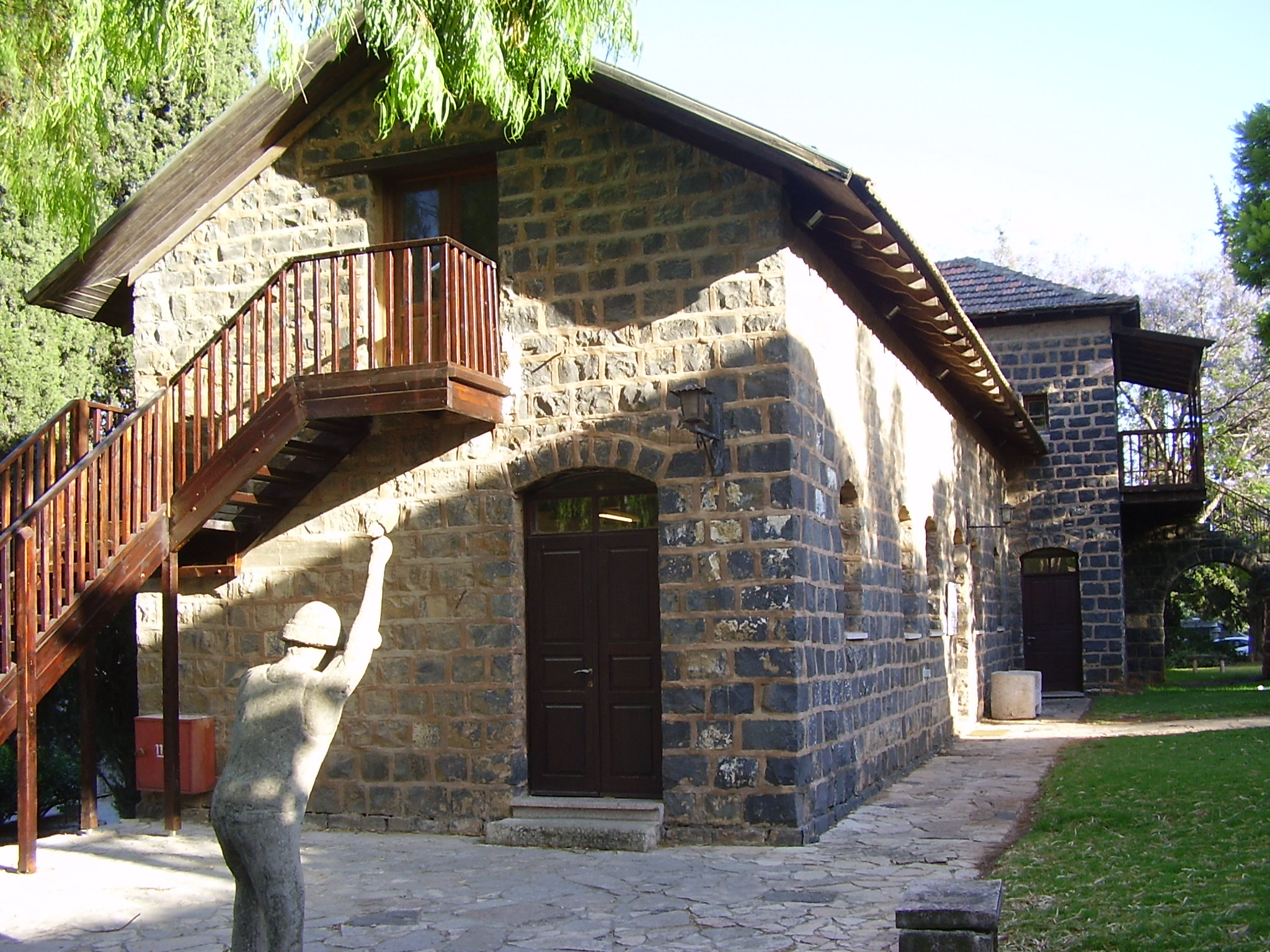
'Het huis van de stichter'
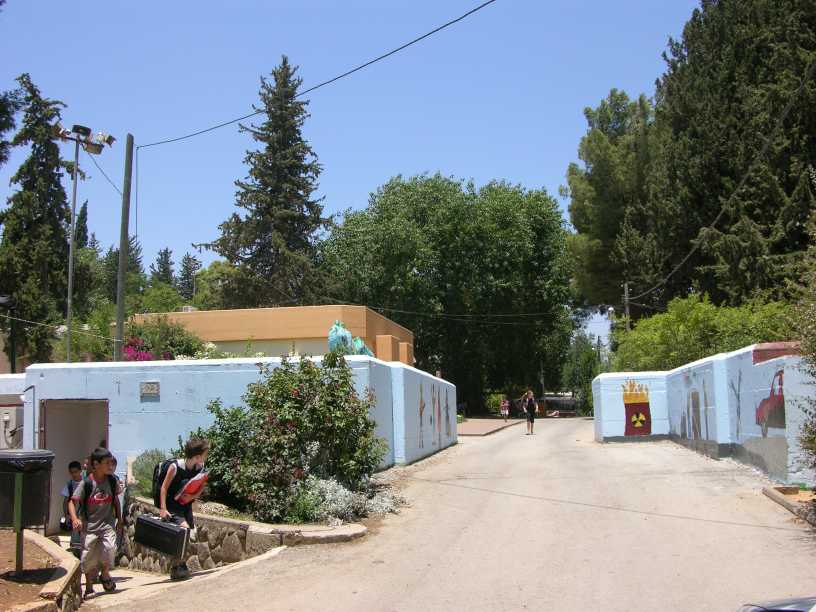
Schuilkelders in Kfar Giladi
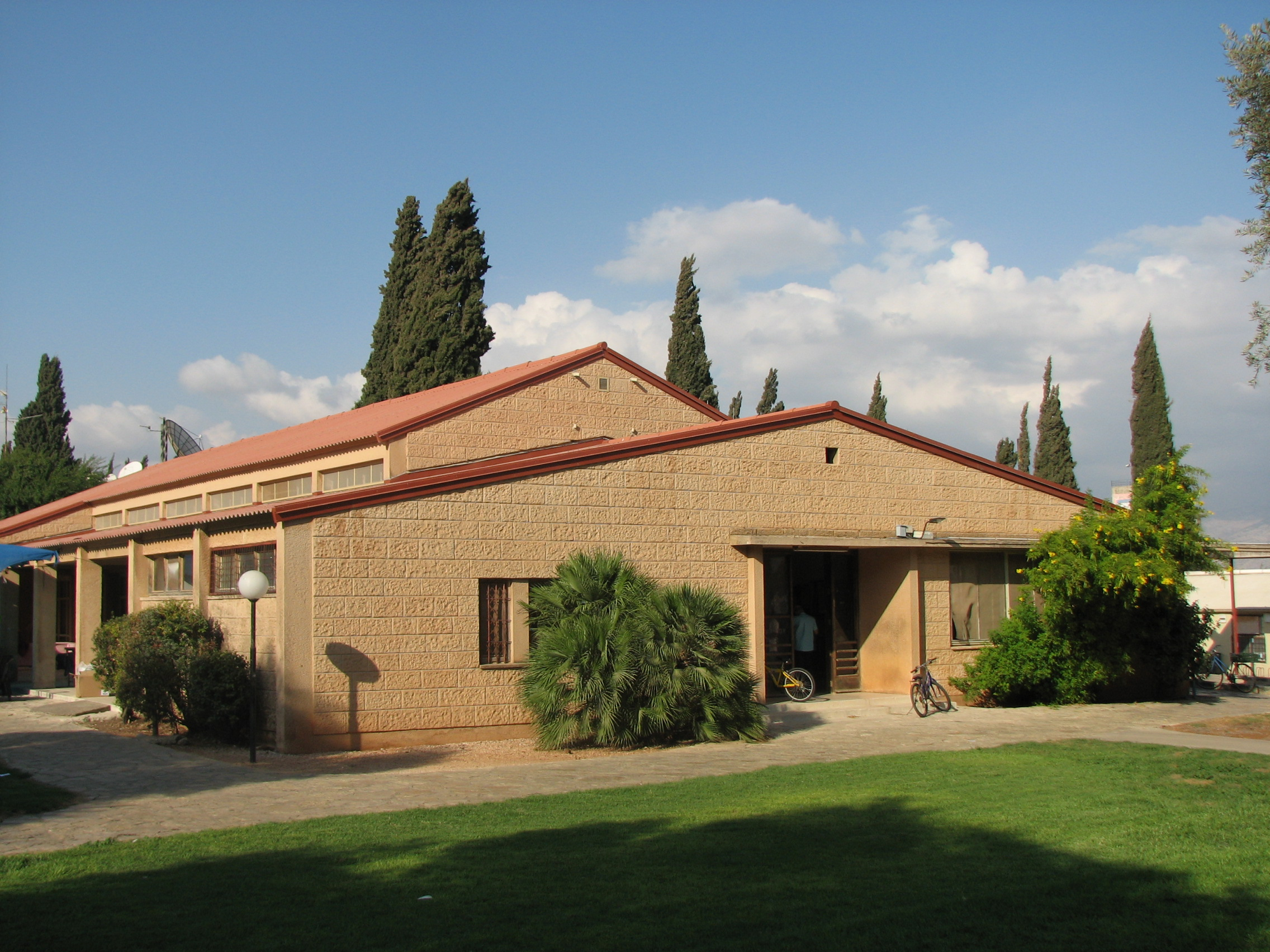
Voormalige eetzaal
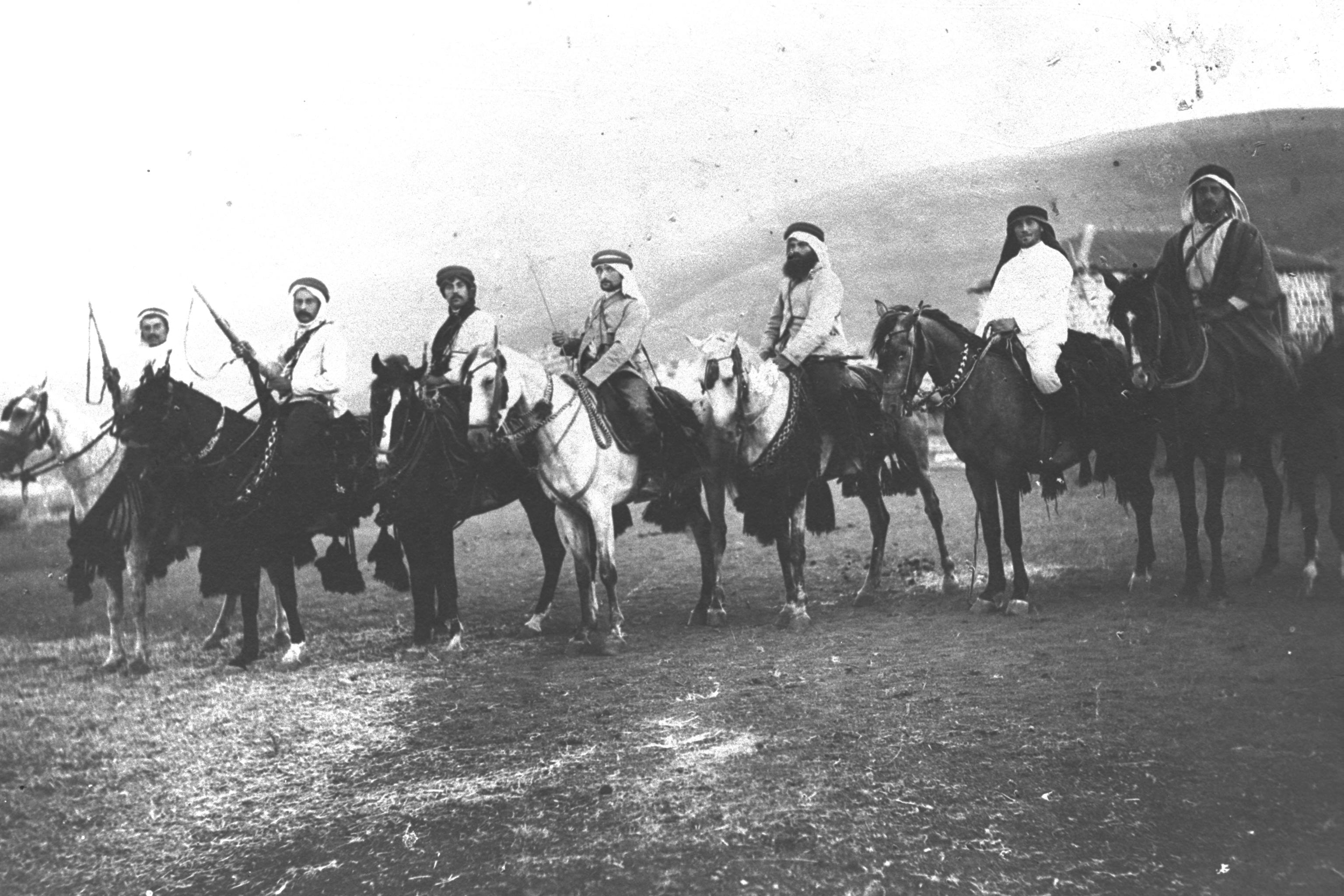
Hashomer-leden in Kfar Giladi in 1907
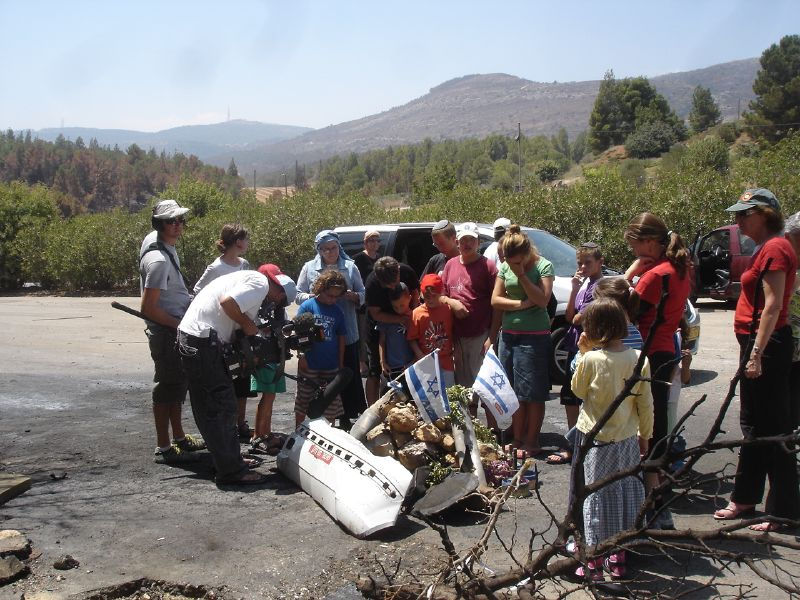
Plaats van de Katjoesja-inslag in 2006